# Cana
|  | Per a altres significats, vegeu «Cana (desambiguació)». |

Una cana o canya d'amidar (del llatí canna que prové del semític qanah, que significa canya) fou una antiga unitat de longitud, usada a la Corona d'Aragó, a Occitània i el nord d'Itàlia. Equivalia a 8 pams.
A Barcelona equivalia a 8 pams, o 6 peus o 2 passos (equivalent a 1 pas romà), que són 1,555 metres; a Tortosa, 1,560 metres; a Tolosa de Llenguadoc, 1,60 m; a Carcassona, 1,785 m, a Montpeller, que fou la de referència a molts indrets dels Països Catalans, 1,988 m.
La cana quadrada era usada com a mesura de superfície. A Barcelona feia 2,438 m²; a Girona, 2,4304 m²; a Lleida, 2,4211 m²; a Tarragona, 2,4336 m²; a Mallorca, 2,4461 m².
Abans del Sistema Internacional d'Unitats era la mesura fonamental en amidaments i es materialitzava per mitjà d'un bastó de fusta, una canya o cinta de roba, on hi havia marcades les divisions en mitja cana, en pams i en quarts de pams. El Museu d'Història de Barcelona conserva un patró de la cana de Barcelona. Aquest patró és de ferro, fet l'any 1845, i presenta divisions en 8 pams, i cada pam està subdividit al seu torn en vuit part, que encara se subdivideixen en 12 parts més. Curiosament, no apareix el quart, que era el divisor tradicional del pam, tal com apareix en el document G-22. Les equivalències es poden veure en el quadre adjunt, on també s'hi han afegit el valor de les canes d'altres localitats assumint que tenien els mateixos divisors, cosa que no és segura pel mig quart i la 24 part del quart:
|                               | Cana      | Cana   | Pam   | Pam     | Quart | Quart  | 1/8 pam (o 1/2 quart) | 1/8 pam (o 1/2 quart) | 1/96 pam (o 1/24 quart) | 1/96 pam (o 1/24 quart) |
|                               | en metres |        | en cm |         | en cm |        | en cm                 |                       | en mm                   |                         |
| ----------------------------- | --------- | ------ | ----- | ------- | ----- | ------ | --------------------- | --------------------- | ----------------------- | ----------------------- |
| Barcelona                     | 1         | 1,5550 | 8     | 19,4375 | 32    | 4,8594 | 64                    | 2,4297                | 768                     | 2,0247                  |
| Andorra                       | 1         | 1,5740 | 8     | 19,6750 | 32    | 4,9188 | 64                    | 2,4594                | 768                     | 2,0495                  |
| Arenys de Mar                 | 1         | 1,5640 | 8     | 19,5500 | 32    | 4,8875 | 64                    | 2,4438                | 768                     | 2,0365                  |
| Baix Camp                     | 1         | 1,5550 | 8     | 19,4375 | 32    | 4,8594 | 64                    | 2,4297                | 768                     | 2,0247                  |
| Bagà                          | 1         | 1,6010 | 8     | 20,0125 | 32    | 5,0031 | 64                    | 2,5016                | 768                     | 2,0846                  |
| Besalú                        | 1         | 1,6490 | 8     | 20,6125 | 32    | 5,1531 | 64                    | 2,5766                | 768                     | 2,1471                  |
| Camprodón                     | 1         | 1,6980 | 8     | 21,2250 | 32    | 5,3063 | 64                    | 2,6531                | 768                     | 2,2109                  |
| Camprodón (Cana de Montpeller | 1         | 1,9347 | 8     | 24,1838 | 32    | 6,0459 | 64                    | 3,0230                | 768                     | 2,5191                  |
| Cerdanya                      | 1         | 1,5640 | 8     | 19,5500 | 32    | 4,8875 | 64                    | 2,4438                | 768                     | 2,0365                  |
| Conflent                      | 1         | 1,9870 | 8     | 24,8375 | 32    | 6,2094 | 64                    | 3,1047                | 768                     | 2,5872                  |
| Empordà                       | 1         | 1,6010 | 8     | 20,0125 | 32    | 5,0031 | 64                    | 2,5016                | 768                     | 2,0846                  |
| Girona                        | 1         | 1,5833 | 8     | 19,7913 | 32    | 4,9478 | 64                    | 2,4739                | 768                     | 2,0616                  |
| Lleida                        | 1         | 1,5550 | 8     | 19,4375 | 32    | 4,8594 | 64                    | 2,4297                | 768                     | 2,0247                  |
| Mallorca                      | 1         | 1,5640 | 8     | 19,5500 | 32    | 4,8875 | 64                    | 2,4438                | 768                     | 2,0365                  |
| Maresme                       | 1         | 1,5550 | 8     | 19,4375 | 32    | 4,8594 | 64                    | 2,4297                | 768                     | 2,0247                  |
| Menorca                       | 1         | 1,6040 | 8     | 20,0500 | 32    | 5,0125 | 64                    | 2,5063                | 768                     | 2,0885                  |
| Montpeller                    | 1         | 1,9879 | 8     | 24,8488 | 32    | 6,2122 | 64                    | 3,1061                | 768                     | 2,5884                  |
| Olot                          | 1         | 1,5680 | 8     | 19,6000 | 32    | 4,9000 | 64                    | 2,4500                | 768                     | 2,0417                  |
| Puigcerdà                     | 1         | 1,5960 | 8     | 19,9500 | 32    | 4,9875 | 64                    | 2,4938                | 768                     | 2,0781                  |
| Ribes                         | 1         | 1,5960 | 8     | 19,9500 | 32    | 4,9875 | 64                    | 2,4938                | 768                     | 2,0781                  |
| Ribes (Cana de Montpeller)    | 1         | 1,9400 | 8     | 24,2500 | 32    | 6,0625 | 64                    | 3,0313                | 768                     | 2,5260                  |
| Roselló                       | 1         | 1,9820 | 8     | 24,7750 | 32    | 6,1938 | 64                    | 3,0969                | 768                     | 2,5807                  |
| Sant Joan de les Abadesses    | 1         | 1,5640 | 8     | 19,5500 | 32    | 4,8875 | 64                    | 2,4438                | 768                     | 2,0365                  |
| Solsonés                      | 1         | 1,5550 | 8     | 19,4375 | 32    | 4,8594 | 64                    | 2,4297                | 768                     | 2,0247                  |
| Tarragona                     | 1         | 1,5600 | 8     | 19,5000 | 32    | 4,8750 | 64                    | 2,4375                | 768                     | 2,0313                  |
| Tortosa                       | 1         | 1,9316 | 8     | 24,1450 | 32    | 6,0363 | 64                    | 3,0181                | 768                     | 2,5151                  |
| La Vall de Bianya             | 1         | 1,5680 | 8     | 19,6000 | 32    | 4,9000 | 64                    | 2,4500                | 768                     | 2,0417                  |
| Vic                           | 1         | 1,5680 | 8     | 19,6000 | 32    | 4,9000 | 64                    | 2,4500                | 768                     | 2,0417                  |

El destre, o cana de destre,  era una mesura usada essencialment per mesurar terres. Equival a 12 pams de destre, 2,813 metres en el cas de Barcelona. Al seu torn, els pams de destre se subdividien en 12 minuts, que al seu torn se subdividien en 12 línies, i al seu torn en 6 punts.
|           | Cana de destre | Pam de destre   | Minut           | Línia             | Punt               |
| --------- | -------------- | --------------- | --------------- | ----------------- | ------------------ |
| Barcelona | 1 (2,813 m)    | 12 (23,4417 cm) | 144 (1,9535 cm) | 1.728 (0,1628 cm) | 10.368 (0,2713 mm) |

D'amidar amb canes se'n diu "acanar" o "canar", i s'anomena "acanador" o "canador" l'especialista que s'hi dedica.

## Canar en taulell
L'any 1436, segons el Llibre del mostassà de Barcelona, calia mesurar les teles de la manera següent:
[1436, abril, 18. Barcelona]
Sobre lo Canar en lo Taulell.
Ara hoiats totom generalment per manament del honorable Mostaçaf de barçelona que
com per vigor de certes ordinations en lo passat per consellers e promens de la dita Ciutat
fetes e, ab veu de crida publicades per los llocs acostumats de la dita ciutat a XXI. del mes de
Maig del any M.CCCC.XXXIIII. tots draps axi de or com de Ceda, Taffatans, Terçanells,
xamallots, e per qualsevol ley, Canamasseria, fustanis, Coto (fol. XXIII v.) Del Canar. Cotonines,
e, altres qualsevol draps de semblant o altres qualsevol ley o specia, e, altres coses
acostumades de canar a cane de barçelona. Daci avant hagen e sien tenguts de canar de pla
sobre taulell canant e, posant la cana en lo mig dels dits draps e, no per les vores sots ban de
X lliures barçelonesas segons en les dites ordinations es pus llargament contengut. E, apres de
les dites ordinations E praticant aquelles sien exits alguns contraris en lo canar en la dita
forma les draps de lli. Telas, Canamasseria, Fustanis, Cotonnies, e altres draps, de semblant
specia Per ço ordenaren los dits Consellers e, promens de la dita Ciutat que daci avant tots los
draps de Li, Teles, de qualsevol ley Canamasseria, Fustanis, Cotonimes, e, altres qualsevol
draps de semblant o altra qualsevol ley o, specia se hagen a canar per vora ab cana redona en
lo passat ordenada ab agullo en lo cap i en lo mig del cap de la Cana e, no en altra manera axi
que daci avant sessen canar las propdites coses de pla, e sobre tauler per lo mig e, ab Cana
Cairada e, qui contrafara pagara cascu e per cascuna vegada que contrafara X lliures
barçelonesas en aço no son entesos draps de or, de Ceda, Taffatans, Terçanells, e de qualsevol
altra especia o, ley semblants los quals sots semblant ban se hagen a canar de pla sobre taulell
ab cana cayrada, e, posant la cana en lo mig dels dits e no per les vores. Fonc publicada a
XVIII. de Abril M.CCCCXXXVI.